# Kevin Gray
Kevin Gray (Westport, 25 febbraio 1958 – Hartford, 11 febbraio 2013) è stato un attore e cantante statunitense, noto interprete di musical a Broadway.

## Biografia
Dopo essersi laureato all'Università Duke, Kevin Gray ha fatto il suo debutto professionale con il revival del musical di Stephen Sondheim Pacific Overtures, in scena nel 1985 a New York. Nel 1990 debutta a Broadway come protagonista del musical The Phantom of the Opera, un ruolo che gli vale l'attenzione della critica ed il Carbonell Award; allo scadere del contratto, Gray si unisce al tour statunitense nel musical sempre nei panni del fantasma eponimo.
Nel 1990 prende parte alla prima produzione del musical di John Kander, Terrence McNally e Fred Ebb The Kiss Of The Spider Woman e nel 1992 interpreta l'antagonista del musical Miss Saigon a Toronto, vincendo il Dova Mavor Moore Award. Nel 1996 torna a Broadway per sostituire Lou Diamond Phillips in The King and I: Gray è il Re del Siam, un ruolo interpretato originariamente da Yul Brinner e che riprenderà nel tour inglese del musical, nel New Jersey nel 2002 e a Saint Louis nel 2012. Nel 2000 recita per l'ultima volta a Broadway, nei panni di Ponzio Pilato in Jesus Christ Superstar. Nel 2011 e nel 2012 si dedica all'insegnamento presso il Rollins College e poi all'Università di Hartford.
Muore improvvisamente l'11 febbraio 2013, stroncato da un infarto a cinquantacinque anni; gli sopravvive la moglie Dodie Pettit, conosciuta nel cast di The Phantom of the Opera.

## Filmografia
- Miami Vice – serie TV, 1 episodio (1985)
- Un giustiziere a New York (The Equalizer) – serie TV, 1 episodio (1985)
- Viaggio nell'inferno (White Hot), regia di Robby Benson (1988)
- Eroe per un giorno (The Incident), regia di Joseph Sargent – film TV (1990)
- Perry Mason: Omicidio sull'asfalto (Perry Mason: The Case of the Maligned Mobster), regia di Ron Satlof – film TV (1991)
- Law & Order - Unità vittime speciali (Law & Order: Special Victims Unit) – serie TV, 1 episodio (2000)
- Law & Order: Criminal Intent – serie TV, 1 episodio (2004)